# Uncle Scrooge
Uncle Scrooge, d'après le nom anglais de l'Oncle Picsou, est un magazine de bande dessinée américain publié depuis 1952, avec plusieurs interruptions. Les histoires ont pour héros principaux les personnages de l'univers de Donald Duck, avec Picsou accompagné le plus souvent de ses neveux.
Propriétaire des droits sur les histoires, la Walt Disney Company délègue la publication des bandes dessinées à des éditeurs sous licences qui pour Uncle Scrooge ont été :
- Dell Comics de 1952 à 1962,
- Western Publishing de 1962 à 1984,
- Gladstone Publishing de 1986 à 1990,
- Disney Comics de 1990 à 1993,
- Gladstone Publishing de 1993 à 1998,
- Gemstone Publishing de 2003 à 2008.
- Kaboom! (Boom! Kids) de 2009 à 2011.
- IDW Publishing de 2015 à 2020.

À partir du début des années 1990, à cause d'un différend sur la propriété des planches originales, puis en raison de l'arrêt de la publication d'Uncle Scrooge aux États-Unis de 1998 à 2003, le populaire dessinateur Keno Don Rosa dessine pour l'éditeur danois Egmont (première publication dans les pays scandinaves et nordiques).
La reprise du titre par l'éditeur Gemstone est récompensée en 2004 par le Will Eisner Award de la meilleure publication pour jeunes lecteurs. L'éditeur édite des histoires d'auteurs variés, dont régulièrement celles de Don Rosa accompagnées d'une présentation par l'auteur en troisième de couverture. Le 21 janvier 2015, Disney accorde une licence à l'éditeur IDW Publishing pour reprendre des publications Disney aux États-Unis dont Uncle Scrooge en avril 2015, une série Donald Duck en mai, une Mickey Mouse en juin et Walt Disney's Comics and Stories en septembre,,.

## Prix et récompenses
- 2004 : Prix Eisner du meilleur titre jeune public